# غورغي بوبسكو
جورج بوبيسكو (بالرومانية: Gheorghe Popescu)‏ "غيكا"، من مواليد 9 ديسمبر 1967 في كالافات، وهو لاعب كرة قدم روماني سابق ويلعب كمدافع، وكان أحد أفضل اللاعبين في منتخب رومانيا لكرة القدم في التسعينات.
بدأ بوبيسكو لعب كرة القدم مع نادي يونيفرستاتي كرايوفا في عام 1985، وقد أعير في موسم 1987/1988 إلى نادي ستيوا بوخارست، وفي عام 1990 ترك نادي كرايوفا وانتقل إلى نادي بي أس في آيندهوفن الهولندي، ولعب معهم منذ عام 1990 وحتى عام 1994، وفي موسم 1994/1995 انتقل إلى نادي توتنهام هوتسبيرز، وفي عام 1995 انتقل إلى نادي برشلونة الإسباني، وحقق معهم لقب كأس الكؤوس الأوروبية في عام 1997 ككابتن للفريق.
و في عام 1997 انتقل إلى نادي غلطة سراي التركي حيث فاز معهم بكأس الاتحاد الأوروبي في عام 2000، وكأس السوبر الأوروبي 2000، ووصل إلى الدور الربع نهائي في دوري أبطال أوروبا في عام 2001، وفي موسم 2001/2002 انتقل إلى نادي ليتشي الإيطالي، وفي عام 2002 عاد إلى رومانيا ولعب لنادي دينامو بوخارست، وفي عام 2003 انتقل إلى نادي هانوفر الألماني حيث أعتزل كرة القدم هناك.
و قد لعب بوبيسكو مع منتخب رومانيا لكرة القدم 115 مباراة دولية وسجل 16 هدف، وهو أكثر اللاعبين لعبا مع منتخب رومانيا لكرة القدم، وقد لعب مع رومانيا كأس العالم لكرة القدم 1990 وكأس العالم لكرة القدم 1994 وكأس الأمم الأوروبية 1996 وكأس العالم لكرة القدم 1998 وكأس الأمم الأوروبية لكرة القدم 2000.

## مسيرته الكروية
لعب غورغي بوبسكو خلال مسيرته الاحترافية مع 9 أندية في ثلاثة وعشرون موسمًا وسجل خلالها 63 هدفًا ضمن 496 مباراة. حيث فاز في خمسة مواسم بالكأس وفي سبعة مواسم بالدوري.
خاض غورغي بوبسكو مسيرته مع نادي يونيفرسيتاتيا كرايوفا في موسم 1984–85 في المرة الأولى ليلعب معه أربعة مواسم ثم في موسم 1988–89 ولمدة موسمين، مشاركًا طوالها في 124 مباراة سجل خلالها 18 هدفًا. ثم انتقل إلى نادي ستيوا بوخارست في موسم 1987–88 لمدة موسم واحد، حيث شارك في 13 مباراة سجل خلالها هدفًا واحدًا. لينتقل بعدها إلى نادي آيندهوفن في موسم 1990–91 ليلعب معه خمسة مواسم، مشاركًا في 108 مباراة سجل خلالها 23 هدفًا. ثم انتقل إلى نادي توتنهام هوتسبير في موسم 1994–95 لمدة موسم واحد، مشاركًا في 23 مباراة سجل خلالها 3 أهداف. هذا وانتقل لاحقًا إلى نادي برشلونة في موسم 1995–96 ولمدة موسمين، مشاركًا في 68 مباراة سجل خلالها 9 أهداف. ثم انتقل بعدها إلى نادي غلطة سراي في موسم 1997–98 ليلعب معه خمسة مواسم، مشاركًا في 110 مباراة سجل خلالها 5 أهداف. ليعود وينتقل من جديد، لكن هذه المرة إلى نادي ليتشي في موسم 2001–02 لمدة موسم واحد، مشاركًا في 28 مباراة سجل خلالها 3 أهداف. لينتقل بعدها إلى نادي هانوفر 96 في موسم 2002–03 لمدة موسم واحد، مشاركًا في 14 مباراة سجل خلالها هدفًا واحدًا.

## روابط خارجية
- غورغي بوبسكو على موقع الاتحاد الدولي (مؤرشف)  (الإنجليزية)
- غورغي بوبسكو على موقع الاتحاد الأوربي (الإنجليزية)
- غورغي بوبسكو على موقع الاتحاد الأوربي (الإنجليزية)
- غورغي بوبسكو على موقع اتحاد تركيا (لاعب) (الإنجليزية)
- غورغي بوبسكو على موقع قاعدة بيانات كرة القدم.إي يو (الإنجليزية)
- غورغي بوبسكو على موقع ناشيونال فوتبول تيمز (الإنجليزية)
- غورغي بوبسكو على موقع عالم كرة القدم.نت (الإنجليزية)